# Han Kjøbenhavn
A Han Kjøbenhavn (gyakran HAN Kjøbenhavn formában írva) egy dán divatház, amelyet Jannik Wikkelsø Davidsen alapított 2008-ban Koppenhágában, Dániában. Az egyik legexkluzívabb skandináv divatmárkaként tartják számon, amely különleges látásmódjáról és merész dizájnjáról ismert. A vállalat 2017 óta Daniel Hummel tulajdona. 

## Divathetek és elismerések
Rendszeresen bemutatkozik a Copenhagen Fashion Week keretében, amelyet évente kétszer, februárban és augusztusban rendeznek meg. A márka 2012-es őszi/téli kollekcióját bemutató divatfilm bronz oroszlánt nyert a Cannes Lions International Festival of Creativity fesztiválon.

## Kulturális hatás és hírességek
2022-ben a Jannik Wikkelsø Davidsen tervezte Julia Fox Oscar-gála ruháját — egy fekete bőrből készült koktélruhát, amelynek gallérja egy hatalmas kéz formájában „fojtogató” hatást keltett, és nagy médiavisszhangot váltott ki.